# پائولو لیباس
پائولو لیباس (انگلیسی: Paolo Lebas؛ زادهٔ ۲۰ آوریل ۲۰۰۳) بازیکن فوتبال است.